# Canaguá (Venezuela)
Pour les articles homonymes, voir Canagua.
Canaguá est la capitale de la paroisse civile de Capitale Arzobispo Chacón et le chef-lieu de la municipalité d'Arzobispo Chacón dans l'État de Mérida au Venezuela.